# Matěj Drbohlav
Matěj Drbohlav (* 16. února 1992 Chomutov) je český podnikatel, politik a bývalý profesionální fotbalista, v letech 2019 až 2022 člen hnutí Trikolora, od roku 2022 člen strany PRO 2022, kde byl v letech 2023 až 2025 místopředsedou. Aktuálně je úřadujícím 1. místopředsedou Ústředního výboru Českého svazu bojovníků za svobodu.

## Osobní život
Narodil se v únoru 1992 v Chomutově. Vystudoval Vysokou školu finanční a správní v Mostě, ve studiu pokračoval v Ústavu práva a právní vědy v Praze. Během studia pracoval jako ředitel společnosti Milenium 3000, s.r.o., k roku 2023 byl majitelem několika firem. V rámci své fotbalové kariéry působil v dorostenecké lize v Mostě a následně v juniorské lize v Teplicích. Od roku 2023 hraje 1. Futsal ligu v ČR. Je jedním z velkých podporovatelů karlovarského fotbalového klubu Slavie Karlovy Vary. Byl jedním ze zakladatelů fotbalového Futsalového klubu FC Baník Chomutov. Pracuje jako jednatel společnosti, která podniká v oblasti prodeje nemovitostí. V roce 2023 se mu narodila dcera.

## Politické působení
Před komunálními volbami v roce 2018 podporoval hnutí PRO Zdraví a Sport, jehož byl zároveň manažerem. V roce 2019 vstoupil do hnutí Trikolora, kde se stal krajským předsedou v Karlovarském kraji. Zároveň za stranu kandidoval v roce 2020 v krajských volbách v Karlovarském kraji. Je předsedou spolku Zdravé Karlovarsko, kde spolu s ostatními pomáhal rozdáváním roušek v období covidu. V roce 2022 se stal členem strany PRO 2022. V ní se stal krajským předsedou pro Ústecký kraj. V listopadu 2023 byl poté zvolen místopředsedou strany PRO 2022, působí také jako stranický volební manažer. Je zároveň významným finančním podporovatelem strany PRO. Je tím, kdo přivedl kapitána z Nagana Vladimíra Růžičku do politiky. V lednu 2025 byli zvoleni noví místopředsedové hnutí PRO 2022, mezi nimiž Ing. Matěj Drbohlav nebyl. Neucházel se ani o funkci předsedy ústecké krajské organizace. Aktuálně zastává funkci manažera politického grémia, do které byl zvolen.

### Odsouzení
V srpnu 2023 byl pravomocně odsouzen k jednoletému podmíněnému trestu odnětí svobody za trestný čin nabádání k poškozování cizí věci, když měl v září 2018 navést svého zaměstnance k tomu, aby zapálil auto manželky náměstka chomutovského primátora Davida Dindy. Drbohlav svou vinu popírá, žalobu označil za vykonstruovanou a ve věci podal po vynesení rozsudku odvolání.